# Siwuszka ciemnobrewa
Siwuszka ciemnobrewa (Polioptila caerulea) – gatunek małego ptaka z rodziny siwuszek (Polioptilidae), zamieszkujący Amerykę Północną. Nie jest zagrożony.

## Systematyka
Wyróżniono kilka podgatunków P. caerulea:
- Polioptila caerulea caerulea – południowo-wschodnia Kanada, środkowe i wschodnie USA.
- Polioptila caerulea caesiogaster – Bahamy.
- Polioptila caerulea obscura – zachodnie USA do południowej Kalifornii Dolnej (północno-zachodni Meksyk).
- Polioptila caerulea perplexa – wschodnio-środkowy Meksyk.
- Polioptila caerulea deppei – wschodni i południowo-wschodni Meksyk, Belize.
- Polioptila caerulea comiteca – środkowy Meksyk do północno-zachodniej Gwatemali.
- Polioptila caerulea nelsoni – południowy Meksyk.
- Polioptila caerulea cozumelae – wyspa Cozumel (południowo-wschodnia część Meksyku).

## Morfologia
Długość ciała 11,5–12,5 cm. Drobna, smukła sylwetka. Dziób czarny. Wierzch ciała niebieskoszary; ciemne lotki biało obrzeżone. Spód ciała jasnoszary. Ogon długi, z białymi skrajnymi sterówkami; od spodu biały; ptak często nim podryguje. U obu płci widoczna biała, wąska obrączka oczna. Samiec ma brew oraz czoło czarne.

## Zasięg, środowisko
Korony drzew w wilgotnych lasach, dębowe zadrzewienia, luźne zadrzewienia jałowcowe oraz sosnowe w środkowej i południowej części Ameryki Północnej. Zimę spędza na południu USA, w Meksyku i Ameryce Środkowej. Południowe populacje nie migrują.

## Status
IUCN uznaje siwuszkę ciemnobrewą za gatunek najmniejszej troski (LC, Least Concern) nieprzerwanie od 1988 roku. Organizacja Partners in Flight szacuje liczebność populacji lęgowej na około 160 milionów osobników. Trend liczebności populacji uznawany jest za wzrostowy.